# Hermann von Giehrl
Hermann Giehrl, seit 1918 Ritter von Giehrl, (* 22. September 1877 in München; † 20. Februar 1923 in Deutsch Krone) war ein deutscher Oberstleutnant und Militärschriftsteller.

## Leben

### Familie und Herkunft
Giehrl war der Sohn des späteren bayerischen Generalleutnants und Chef des Generalstabes der Armee Maximilian von Giehrl (1840–1896) und dessen Ehefrau Georgine, geborene Narziss. Sein Vater war 1893 durch die Verleihung des Verdienstordens der Bayerischen Krone in den persönlichen Adelsstand erhoben worden.
Giehrl hatte sich am 2. Juli 1904 mit Paula Thäter verheiratet. Aus der Ehe ging die Tochter Johanna (* 1905) hervor, die 1939 den späteren deutschen Generalmajor Hermann Schaefer (1885–1962) heiratete.

### Militärkarriere
Giehrl trat nach dem Besuch des Kadettenkorps am 11. Juli 1896 als Portepeefähnrich in das 2. Infanterie-Regiment „Kronprinz“ der Bayerischen Armee in München ein. Dort avancierte er im Juni 1898 zum Sekondeleutnant. Von 1903 bis 1906 absolvierte er die Kriegsakademie, die ihm die Qualifikation für den Generalstab, die Brigadeadjutantur und das Lehrfach (Kriegsgeschichte) aussprach. 1907 wurde Giehrl Adjutant des Bezirkskommandos München II und im Jahr darauf als Oberleutnant zur Zentralstelle des Generalstabes kommandiert. Gleichzeitig war er 1911 auch als Hilfslehrer an der Kriegsakademie tätig. Unter Versetzung zur Zentralstelle des Generalstabes folgte ab Mitte September 1912 seine Kommandierung auf zwei Jahre zum preußischen Großen Generalstab nach Berlin. Dort wurde er Ende Oktober 1912 Hauptmann.
Mit Ausbruch des Ersten Weltkriegs fungierte Giehrl zunächst als Beobachtungsoffizier eines Lenkluftschiffes in Königsberg. Am 12. Oktober 1914 wurde er zum Armeeoberkommando 8 versetzt und Anfang Dezember 1914 dem Stab des Chefs des Generalstabes des Feldheeres zugeteilt. Giehrl nahm an der Winterschlacht in Masuren sowie der Schlacht bei Gorlice-Tarnów teil und kam im September 1915 zum Generalstab des I. Reserve-Korps. Daran schlossen sich weitere Generalstabsverwendungen an. Im Januar 1917 zum Major aufgestiegen, war er von Ende Juli bis Ende Dezember 1917 als Lehrer beim Generalstabskurs in Sedan tätig. Giehrl kam anschließend zum Generalstab des IX. Reserve-Korps und am 22. Juni 1918 zum Generalstab des XVI. Armee-Korps. Hier fungierte er als Erster Generalstabsoffizier des Generalkommandos. Für die Planungen der Abwehrschlacht im Bereich der Gruppe „Perthes“ sowie der mehrfachen Zurückverlegung der Front, bei der ohne nennenswerte Verluste die Aisne überschritten wurde, erhielt Giehrl am 9. Oktober 1918 das Ritterkreuz des Militär-Max-Joseph-Ordens. Damit verbunden war die Erhebung in den persönlichen Adelsstand und er durfte sich „Ritter von Giehrl“ nennen.
Nach Kriegsende berief man ihn wieder in die Kriegsgeschichtliche Abteilung des Großen Generalstabes in Berlin. Im Winter 1919 in die Reichswehr übernommen, fungierte Giehrl bis 1920 als Chef der Nachrichten-Abteilung im Reichswehrministerium. Am 4. Oktober 1921 wurde er zum Oberstleutnant befördert und im Frühjahr 1922 als Kommandeur des III. Bataillons im 4. (Preußisches) Infanterie-Regiments nach Deutsch-Krone versetzt. In dieser Stellung verstarb er am 20. Februar 1923.
Während seiner aktiven Dienstzeit betätigte sich Giehrl als Autor von kriegsgeschichtlichen Schriften. Ab 1920 war er außerdem Redakteur der Militärfachzeitschrift Wissen und Wehr.

## Schriften
- Das Gefecht von Yuschulin-Pjelin am 31. Juli 1904. 1908.
- Der Feldherr Napoleon als Organisator. Betrachtungen über seine Verkehrs- und Nachrichtenmittel, seine Arbeits- und Befehlsweise. Mittler & Sohn, Berlin 1911.
- Der Offizier im Dienste der Jugendpflege. Mittler & Sohn, Berlin 1912.
- Weissenburg und Wörth. Eine Darstellung beider Schlachten mit Wanderungen über die Gefechtsfelder. Mittler & Sohn, Berlin 1913.
- Die Jugend und ihre Führer. Mittler & Sohn, Berlin 1913.
- Freiballon- und Zeppelin-fahrten. Mittler & Sohn, Berlin 1914.
- Der Krieg gegen Russland bis zum Frieden von Brest-Litowsk. Walther Rothschild Verlag, Berlin/Leipzig 1920.
- Das amerikanische Expeditionskorps in Europa 1917–18. Mittler & Sohn, Berlin 1922.
- Tannenberg. Mittler & Sohn, Berlin 1923.